# Protection hygiénique
Une protection hygiénique, protection périodique ou protection menstruelle est un dispositif amovible, utilisé principalement lors des menstruations, pour recueillir les écoulements sanguins d'origine utérine. Ces protections peuvent être internes, insérées dans le vagin, tel un tampon ou une coupe menstruelle ou externes, placées contre la vulve, telle une serviette hygiénique ou une culotte menstruelle. Ces protections peuvent ainsi être jetables ou réutilisables.

## Historique

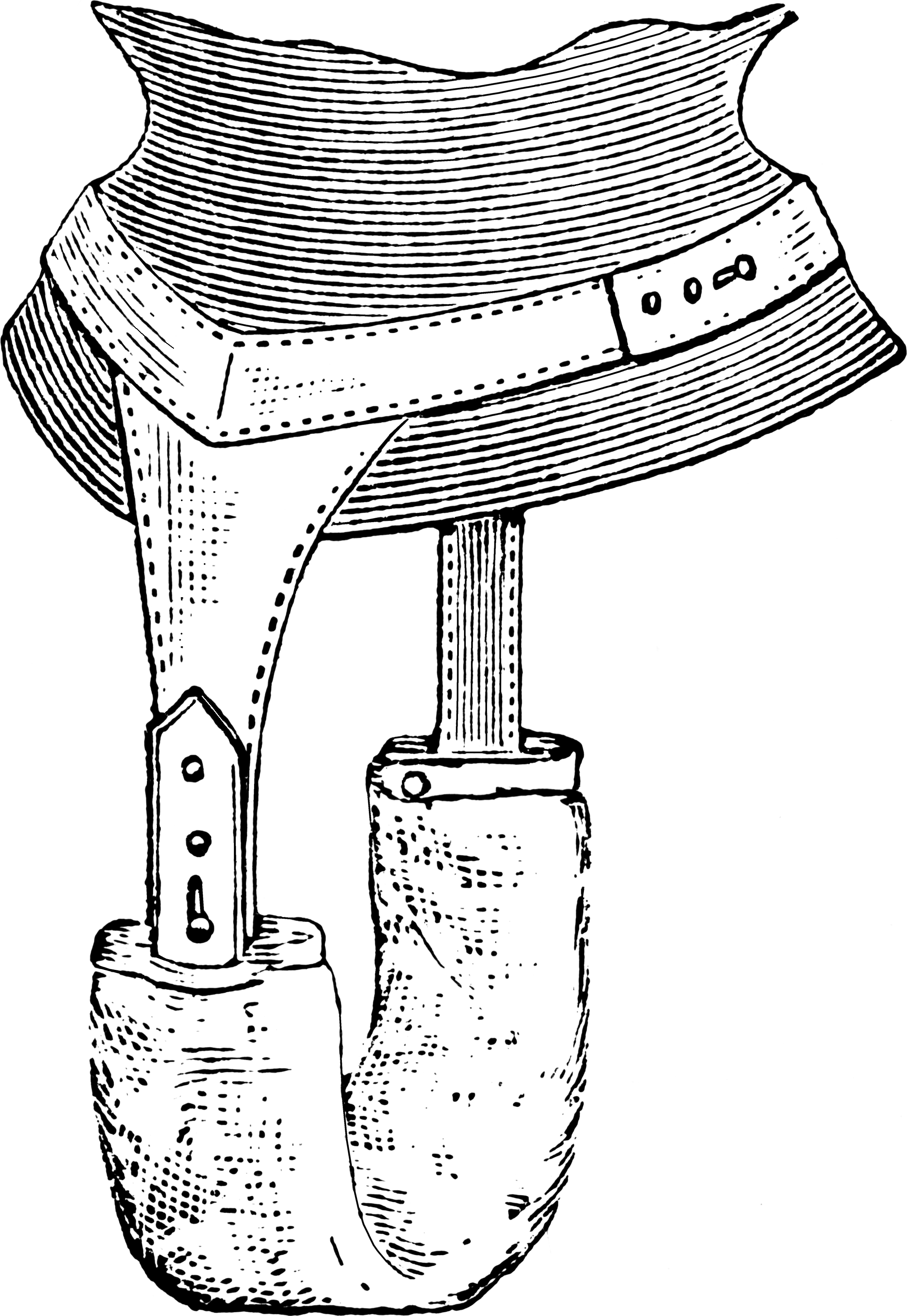
Illustration de catalogue de réclame pour un dispositif de protection hygiénique (1905).

Durant l'Antiquité, les femmes utilisent par exemple des tampons faits de bandes de coton, de lin ou de laine enroulés autour d'un morceau de bois ou des bâtonnets ouatés pour absorber le sang des règles.
À Alexandrie, les femmes utilisent des phulakaia[Quoi ?] qui sont collectées par d’autres femmes et après utilisation jetées à la mer.
Chez les Égyptiens, ces tampons sont également utilisés à des fins contraceptives,.
Il est rapporté qu'au IVe siècle, Hypatie aurait lancé un de ses linges menstruels taché de sang à un prétendant afin de le faire fuir,.
Au Moyen Âge en Occident, les femmes n'utilisent pas de protection particulière et laissent le sang s'écouler. Celui-ci peut-être absorbé par leurs jupons.
Au XIXe siècle, les premières serviettes hygiéniques, lavables, apparaissent. Un guide allemand du XXe siècle indique la manière de confectionner une culotte menstruelle, et ce dispositif consiste alors en une ceinture à laquelle est attachée par des boutons-pression une large serviette amovible, qui s'étend du nombril jusqu'aux reins.
Les premières protections hygiéniques industrielles jetables apparaissent à la fin du XIXe siècle. Elles ont cependant peu de succès. En 1896, la première serviette hygiénique est commercialisée aux États-Unis, par Johnson & Johnson, toutefois sans se populariser.
Durant la Première Guerre mondiale, les infirmières se confectionnent des serviettes hygiéniques avec de la ouate et de la gaze, attachées avec des épingles à nourrice. Les serviettes ne sont produites industriellement qu'à l'issue de la Première Guerre mondiale. La société Kimberly-Clark s'en inspire pour commercialiser son premier modèle de serviette hygiénique nommé Kotex en 1921, en même temps que Johnson & Johnson lance le modèle Modess. Ces protections sont alors amovibles, et se fixent grâce à des épingles ou des ceintures qui se fixent à la taille. L'apparition d'une bande adhésive permettant de se passer d'épingles survient une cinquantaine d'années plus tard.

## Types
Deux types de protections sont distinguées : les protections externes, portées contre la vulve, et les protections internes, placées dans le vagin. Elles peuvent être à usage unique ou réutilisables.

### Protections externes
- Les serviettes hygiéniques sont des dispositifs absorbants placés à l'extérieur du corps contre la vulve, à l'intérieur de la culotte. Il existe désormais des modèles jetables à usage unique comme des modèles lavables utilisables plusieurs années de suite et pouvant être nettoyés en machine avec le linge.
- Les protège-slips, moins absorbants, sont employés afin d'absorber les fuites urinaires ou les pertes blanches et dans certains cas les règles quand les flux sanguins sont faibles. Comme les serviettes, ils peuvent être à usage unique ou lavables.
- Les culottes menstruelles sont dotées d'une surface absorbante cousue au fond du sous-vêtement et sont généralement lavables.
- Les pétales interlabiaux, aussi appelés pad interlabiaux ou serviettes interlabiales, sont des dispositifs absorbants placés après pliage entre les petites lèvres. Généralement en tissu, ils peuvent être achetés auprès de commerçants ou réalisés soi-même.

### Protections internes

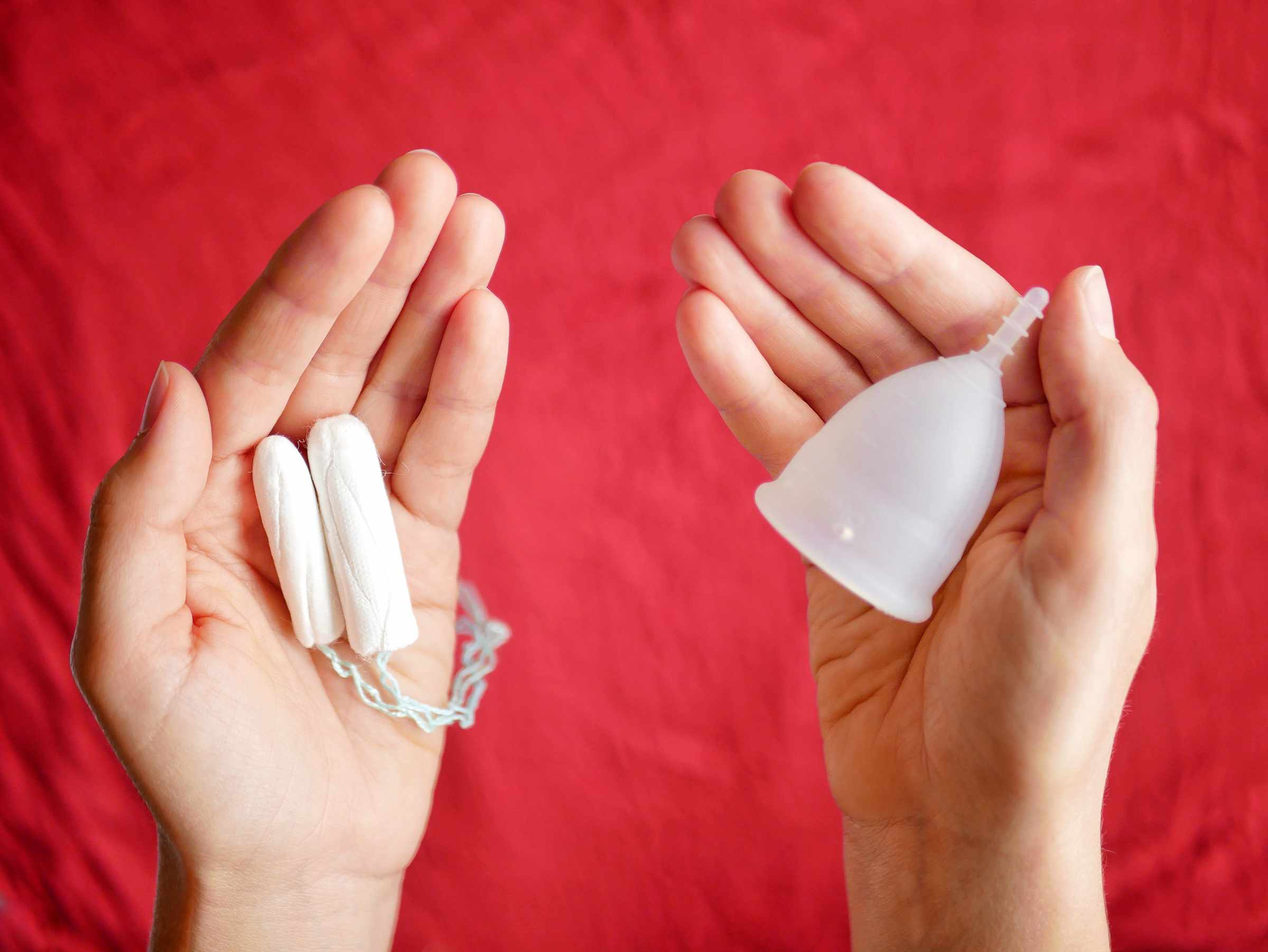
Des tampons et une coupe menstruelle.

- Des tampons et une coupe menstruelle.Les tampons hygiéniques sont des petits bâtonnets de viscose et de coton jetables qui se placent dans le vagin et évitent ainsi tout épanchement extérieur. Il existe aujourd’hui des tampons lavables (fabriqués par la marque ImseVimse, mais qu’il est possible de confectionner soi-même avec un patron).
- Les coupes menstruelles sont des dispositifs en matière souple (silicone médical, latex, TPE…) qui se positionnent pliées à l'entrée du vagin. Se déployant par la suite, les coupes menstruelles recueillent le sang des menstruations. D'usage plus rare actuellement en Europe, elles sont très répandues en Amérique du Nord[8]. Leur utilisation est en constante augmentation en Europe occidentale.
- Les éponges menstruelles sont constituées d'éponge naturelle ou synthétique et sont réutilisables.

## Usage
Les serviettes hygiéniques, les tampons et les protège-slips jetables sont les protections hygiéniques les plus couramment utilisées, tandis que les coupes menstruelles, les serviettes lavables et les éponges sont d'usage moins courant.
Certaines personnes font le choix de ne pas porter de protection hygiénique, et pratiquent soit le flux instinctif libre (méthode de gestion des menstruations qui consiste contracter le périnée pour directement déverser le sang des règles dans les toilettes) soit le free bleeding (à l'origine un mouvement féministe qui souhaite briser le tabou autour des règles, vise à ne plus utiliser de protections périodiques et laisser couler le sang le long des cuisses).

## Économie

### Marché mondial
En 2014, l'industrie de l'hygiène féminine réalise plus de 3 milliards de dollars de bénéfices. La même année, le chiffre d'affaires du secteur est égal à 423 millions d'euros en France.
Le marché est principalement divisé entre Procter & Gamble, Johnson & Johnson, Kimberly-Clark et Nana à l'échelle mondiale.

### Coût
Depuis 2017, le site de la BBC met à disposition un outil de calcul du coût d’utilisation de protections périodiques jetables entre l’âge de survenue des ménarches et l’âge actuel de l’utilisatrice. 

Ainsi, en 2023, entre l'âge moyen des premières règles, à 12,6 ans et l'âge moyen de la ménopause, vers 51 ans, une personne menstruée dépense environ 1522 euros (0,14€/tampon, 22 tampons/cycle, 13 cycles/an, 38 années) en protections périodiques.

### Taxe tampon
En France, le taux de TVA appliqué aux protections périodiques, est passé de 20 % à 5,5 %, le 1er janvier 2015.

L'Irlande, le Belize, le Rwanda, l'Australie, l'Inde, la Colombie, Maurice, le Canada, le Kénya ont tous abolis la taxe de vente sur les produits menstruels.

Au Royaume-Uni, le taux de TVA appliqué aux protections périodiques, est passé de 17,5 % à 5 %, en janvier 2001, avant d'être portée à 0 %, en janvier 2021.

En Chine, les produits menstruels sont soumis à une taxe de vente de 13 %, comme pour la plupart des articles de consommation.

### Gratuité

#### En Écosse
Le 24 novembre 2020, le parlement écossais a voté en faveur de la gratuité des protections périodique visant à lutter contre la précarité menstruelle. C'est une première mondiale. En vertu de cette loi, le gouvernement écossais doit permettre à toute personne ayant besoin de serviettes hygiéniques ou de tampon en Écosse de les obtenir gratuitement. Nicola Sturgeon, la première ministre écossaise, n'a pas hésité de partager son enthousiasme en affirmant sa « fierté d’avoir voté pour cette loi révolutionnaire, qui fait de l’Écosse le premier pays au monde à fournir des protections périodiques gratuites à toutes celles qui en ont besoin ».

#### En France
Depuis 2019, l'université de Lille organise des distributions de serviettes périodiques gratuites. En 2021, le ministère de l'enseignement supérieur définissait comme objectif la mise en place de 1500 points de distribution dans l'ensemble des résidences universitaires, des restaurants universitaires et des services de santé universitaires (SSU), afin d'assurer l'accessibilité et la gratuité complète des protections périodiques.

La première ministre Élisabeth Borne a annoncé le remboursement par la sécurité sociale des protections périodiques réutilisables pour les femmes de 25 ans et moins dans le budget 2024.

## Composition
En 2016, le magazine français 60 Millions de consommateurs publie une enquête qui met en évidence la présence de substances chimiques dans les protections hygiéniques. Plusieurs produits analysés présentent des traces de dioxine, de dérivés halogénés, de glyphosate ainsi que des résidus des pesticides.
En 2017, un rapport de la Direction générale de la concurrence, de la consommation et de la répression des fraudes (DGCCRF) en France publie les résultats d'une enquête sur la composition de protections hygiéniques. Elle met en évidence la présence de plusieurs substances chimiques à l'état de trace dans les tampons, les serviettes hygiéniques et les protèges-slips. Parmi ses substances, figurent principalement des dioxines, des furanes, de l'EOX, et des hydrocarbures aromatiques polycycliques (HAP). Ces composants sont cependant présents dans des quantités très faibles, dont il est estimé qu'ils n'entraînent pas de danger grave et immédiat. À la suite de cette enquête, la DGCCRF saisit l'Anses pour qu'elle mène une évaluation des risques liée à une exposition à ses substances chimiques,
En 2018, l'Anses épingle les fabricants de protections hygiéniques, en détectant une «liste effarante» de composés toxiques, dont la présence peut être expliquée par la mauvaise documentation de la provenance des matériaux de fabrication, que même les auditions des fabricants n'a pu préciser. Ils estiment néanmoins qu'à l'exception d'un fabricant, les produits incriminés n'ont pas été ajoutés intentionnellement, mais plutôt issues d'une contamination des matières premières ainsi que des procédés de fabrication. Cette agence conclut à une absence de risque sanitaire par voie cutanée du fait des concentrations très faibles de ces produits, mais admet que leurs calculs ne tient pas compte des risques liés aux perturbateurs endocriniens ni des effets sensibilisants qu'ils peuvent provoquer.
La composition des protections hygiéniques, notamment jetables, sont inconnues. En France, il n'existe pas de règlementation ou de normes sur la conteneur en diverses substances dans les protections hygiéniques, car il s'agit de produits de consommation classique.